# Paulina Gajdosz
 Paulina Gajdosz  (ur. 11 sierpnia 1987 w Nowym Sączu) – była koszykarka Wisły Kraków. Pierwsza Polka w historii, która otrzymała międzynarodową sędziowską licencję FIBA (2017).
Z "Białą Gwiazdą" związana od 2007 roku. Swój debiut w Eurolidze zanotowała 5 listopada 2008 roku, w zwycięskim meczu z Besiktasem Stambuł, zdobywając 2 punkty. W Polskiej Lidze Koszykówki Kobiet zadebiutowała natomiast 16 kwietnia 2008 występem w zwycięskim meczu nad KSSSE AZS PWSZ Gorzów Wielkopolski, notując na swoim koncie 8 punktów.
Kontrakt Pauliny z Wisłą wygasł 30 czerwca 2010 roku. Wcześniej reprezentowała barwy AZS PWSZ Gorzów Wielkopolski. Od sezonu 2011/2012 zawodniczka I ligowego MKK Siedlce. Od sezonu 2012/2013 występowała w barwach I ligowego zespołu STK King Wilki Morskie Szczecin, z którym wywalczyła awans do Basket Ligi Kobiet.
12 maja 2013 r. Paulina Gajdosz pomyślnie zdała egzaminy i została mianowana sędzią koszykówki szczebla centralnego. Jednocześnie zadecydowała o zakończeniu kariery zawodniczej.
Od października 2013 prowadziła już mecze na szczeblu centralnym, jako sędzia w 2 Lidze Męskiej oraz 1 Lidze Kobiet.
W 2014 roku zadebiutowała jako sędzia w Pucharze Polski Kobiet oraz w Basket Lidze Kobiet.
W 2015 roku powiększyła grono sędziów Lig Zawodowych PZKosz, zyskując na stałe uprawnienia do prowadzenia spotkań Basket Ligi Kobiet.
W 2017 roku zadebiutowała na parkietach Basket Ligi oraz została sędzią międzynarodowym, jako pierwsza kobieta w historii Polskiej Koszykówki.
W 2018 roku poprowadziła pierwsze mecze w Eurolidze Kobiet.
W 2024 została nominowana do prowadzenia Final Four Euroleague Women w Turcji (Mersin).
W 2025 r. podpisała kontrakt z G League, zapleczem NBA. 